# Peter Brook
Peter Stephen Paul Brook, conegut com a Peter Brook CH CBE (Londres, 21 de desembre de 1925 - París, 2 de juliol de 2022) fou un director de teatre, cinema i òpera anglès. Se'l va considerar una de les grans figures del teatre contemporani, un innovador del teatre clàssic i com el més gran especialista en el muntatge d'obres de William Shakespeare.

## Biografia
Peter Brook era fill de Simon Brook (originàriament, Bryk) i Ida Jansen, dos científics russos d'origen jueu emigrats a Anglaterra. Va estudiar a la Westminster School, a l'Escola Gresham i a la Magadalen College d'Oxford. La seva passió pel teatre comença ben aviat, amb vint anys va dirigir la seva primera peça amb la Birmingham Repertory Company, després de ser descobert per Barry Jackson, director del Birmingham Repertory Theatre. El 1951 es va casar amb l'actriu Natasha Parry amb la qual va tenir dos fills, Simon Brook (director) i Irina Brook (actriu)

## Trajectòria teatral

### Primers anys
Des de la infantesa, Peter Brook va sentir una extraordinària passió pel món del teatre, en especial per William Shakespeare. Al set anys munta la seva particular versió de Hamlet, de quatre hores de durada. El 1943 munta la seva primera obra, el Dr. Faust de Christopher Marlowe al Torch Theatre de Londres, seguida per l'Home i el Superhome de George Bernard Shaw i la Vida i mort del Rei Joan de Shakespeare, al Birmingham Repertory Theatre, totes dues de 1945. El 1946 farà d'assistent de director al teatre de Stratford-upon-Avon pel muntatge de l'obra de Shakespeare Treballs d'amor perduts i el següent any repetirà amb Romeu i Julieta. Aquest muntatge causà commoció entre els puristes, ja que Brook va escollir uns joves actors desconeguts de l'East End amb un marcat accent cockney
Entre el 1947 i el 1950 farà de director a la Royal Opera House i al Covent Garden de Londres, encarregant-se del disseny de les escenografies. Durant la dècada dels cinquanta muntarà diverses obres a Europa i als Estats Units, no només en l'àmbit del teatre, sinó que explorarà també el món de l'òpera i la dansa, des dels escenaris del West End fins a Broadway.

### La Royal Shakespeare Company
El 1962 retorna a Stratford-Upon-Avon i s'uneix a la Royal Shakespeare Company (RSC). Durant la dècada dels seixanta dirigí una gran quantitat d'obres per a aquesta companyia teatral. La influència d'Antonin Artaud és present en aquest moment de la seva trajectòria. Aquest mateix any, convidat per Peter Hall muntà un Rei Lear, el millor de la seva generació. Dos anys més tard, junt amb el crític i director Charles Marowitz crà el teatre laboratori batejat com a Teatre de la Crueltat en homenatge a Antonin Artaud.
Cal destacar una de les seves gran obres d'aquest període de la RSC, Marat/Sade de Peter Weiss, estrenada el 1964 al Aldwych Theatre i tornada a muntar el 1965 al Martin Beck Theatre de Nova York. L'obra, de regust brechtià i Antonin Artaud!artaudià, impactà al públic amb la recreació del manicomi on vivia el Marquès de Sade. El 1966 va als Estats Units i crea una obra sobre el Vietnam i els horrors de la guerra. Aquesta producció va representar una declaració col·lectiva de tots els artistes en contra d'aquesta guerra. Jerzy Grotowski, un dels directors de teatre més importants del segle XX i un dels homes que més influència exercí sobre Brook, es va unir al projecte. El 1968 participà en el Taller Teatral de Jean Louis Barrault, cosa que li feu treballar amb actors de diversa procedència. Barrault el convidà a unir-se al Theatre Des Nations de París. L'any 1970 muntà amb la RSC El somni d'una nit d'estiu, amb una escenografia depurada: una gran caixa blanca i nua, amb la presència d'unes fades que es gronxen sobre uns trapezis tot fent malabars. Esdevingué un dels seus èxits més grans.

### Etapa a París
El 1970 es trasllada a París. Juntament amb Micheline Rozan crea l'International Center of Theatre Reasearch (ICTR), un centre d'investigació teatral que té com a objectiu redefinir constantment els paràmetres de representació i la creació d'un teatre universal, pur, que pogués entendre tothom, sense importar la seva cultura o procedència. El centre va rebre ajudes i subvencions de fundacions internacionals, com la Fundació Ford i la Fundació Anderson dels Estats Units, la Fundació Gulbenkian d'Europa i el Festival Shiraz de l'Iran. L'espai físic el cedí el govern francès. El grup estava format per actors, músics i ballarins de diversa procedència. Més tard el centre va passar de ser un centre d'investigació a un de creació. Amb aquest centre teatral internacional, format per persones de diverses cultures, Peter Brook va realitzar gires arreu del món. Algunes de les obres que muntà amb aquest grup foren Orghast, amb la col·laboració de Ted Hughes, la qual fou representada a les ruïnes de Persèpolis, a Pèrsia (1971). Entre 1972 i 1973 el grup va viatjar pel Sàhara i diverses poblacions d'Àfrica amb el projecte Conference of the Birds, espectacle basat en un antic poema persa. Amb aquest centre, Brook pretenia produir cultura, alhora que formava un grup d'experimentació que pogués servir de llavor per tal de formar altres grups més amplis. Es buscava allò que inflama vida a una forma concreta de cultura, allò que està darrere la cultura. Brook pensava que per aconseguir-ho era necessari que l'actor s'apartés dels estereotips de la seva pròpia cultura
Actualment, l'ICTR està emplaçat al Théâtre des Bouffes du Nord, a París. Peter Brook va renunciar a la seva tasca de director artístic d'aquest teatre el 2008, delegant aquest treball a Olivier Mantei i Olivier Poubelle.

### Les dècades de 1980 i 1990
Durant aquestes dècades Peter Brook veurà com les seves posades en escena triomfen als escenaris d'Europa i Amèrica. El 1981 dirigirà a París i més tard a Nova York (1988) L'hort dels cirerers d'Anton Txékhov. Altres obres d'aquest període són Tchin, Tchin (1984), Qui Est La (1996) i The Director Who (1996). Però l'obra que més destaca és el seu Mahabharatala qual fou representada el 1985 i posteriorment el 1987 i 1988. L'adaptació d'aquest poema èpic indi començà a mitjans de la dècada de 1970 amb la col·laboració de Jean-Claude Carrière. També se'n va realitzar una minisèrie per a la televisió.

### Segle XXI
El 2005 Brook dirigeix Tierno Bokar, basada en la vida del sufi de Mali del mateix nom. L'obra fou adaptada per Marie-Hélène Estienne a partir del llibre d'Amadou Hampâté Bâ (traduït com a esperit de tolerància: la vida inspiradora de Tierno Bokar). L'obra relata la vida de Bokar i pretén transmetre un missatge de tolerància entre diferents religions. La Universitat de Colúmbia va programar un total de 44 esdeveniments vinculats, conferències i tallers a través dels quals es va parlar de tolerància religiosa i sobre la tradició musulmana a l'Àfrica Occidental, entre altres temes.
Brook va visitar Catalunya moltes vegades, i se'l va poder veure a festivals com el Temporada Alta, a Girona, on l'any 2000 va presentar Le Costume, o el Festival Grec de Barcelona, on l'any 2011 va presentar Une Flûte Enchantée, la seva versió de l'obra de Mozart La flauta màgica.

## Influències
Peter Brook va rebre la influència de grans mestres. Cal destacar a William Poel, Edward Gordon Craig i Harley Granville-Barker. Tots tres (com el mateix Brook) van defensar un teatre més senzill, més destil·lat i més pur a través d'una reesencialització de les formes i els continguts. Ja no seran necessaris els grans decorats ni els grans dispositius escènics per tal de portar la vida a l'escena.
William Poel (1852-1934), fundador de la Societat Teatral Isabelina, va defensar un retorn als orígens que passava per oferir els textos de manera integral i amb absència gairebé total de decorats, com es feia en l'època de Shakespeare. Edward Gordon Craig (1872-1966), el qual Brook va arribar a conèixer a París, va defensar un retorn als orígens rituals del teatre alhora que reivindicà la figura del director com a unificador de tots els elements, els quals considerava que eren sis: text, actuació, música, llum, color i moviment. Edward Gordon Craig fou considerat el pare del nou teatre europeu per dramaturgs de la talla d'Erwin Piscator, Bertolt Brecht, Jacques Copeau i, per descomptat, el mateix Peter Brook. La lectura de El arte del teatro (1905) va copsar al jove Peter Brook.
| «                     | (...) Podem representar una obra completa de Shakespeare durant una tarda, como es feia a la seva època, sempre que els canvis de decorat no siguin tant ridículament complicats que es necessiti vint minuts d'entreacte, i que els actors no allarguin tant les síl·labes i aconsegueixin entrenar el cervell per pensar amb més rapidesa. Aquesta manera lenta de dir els versos provoca que el públic no els suporti. En les seves obres abunden les escenes apassionades i d'una vivacitat sorprenent, i aquí les representem d'una manera lenta i lànguida, sense expressar mai la urgència de la passió. Sembla que oblidem que la passió és una forma de follia. L'aborden amb una actitud lògica, i l'enuncien amb veu de jutge o matemàtic. Hauríem d'expulsar dels teatres tots aquests actors pausats i feixucs. | » |
| — Edward Gordon Craig | |   |

Harley Granville-Barker (1877-1946) també el va influir. Fou deixeble de Poel i membre de la Societat Teatral Isabelina. Durant la temporada 1913-1914 munta tres obres de Shakespeare: Conte d'hivern, Nit de Reis i El somni d'una nit d'estiu a través de les quals atrapa l'essència del text "des de la claredat formal i la veritat emocional". Harley Granville-Barker proclama (com ho farà també Brook) que el teatre ha de ser efectiu, expressiu i senzill, sense afectació.
Un altre personatge que el va influenciar fou George Gurdjieff (1872-1949), místic i filòsof rus. Les seves lliçons espirituals giren entorn l'harmonia de la ment, el cos i els sentits.
Antonin Artaud també va exercir certa influència en la seva obra. D'ell rebutja la seva constant i eixelebrada imprecació i alerta dels perills de lliurar-se de manera no crítica als seus postulats, però accepta la seva apassionada intuïció poètica. Brook defensarà una línia de teatre grupal, més proper a la performance i al ritual.

## Obra teòrica
Peter Brook va desenvolupar una teoria teatral al llarg dels anys. El seu primer llibre (The Empty Space) data de 1968 i és fruit una sèrie de conferències que realitzà a Anglaterra i Estats Units. Es tracta d'un estat de la qüestió del teatre a finals de la dècada de 1960. L'espai buit es refereix a l'escenari isabel·lí com a insuperable dispositiu d'imaginació, a la manera de Shakespeare, qui té un especial protagonisme en aquest text i en la seva vida. En aquesta obra, Brook distingeix quatre tipologies de teatre: el Teatre Mortal (és el teatre avorrit, innecessari o mal fet), el Teatre Sagrat (el que parteix del ritual o en crea un de nou), el Teatre Tosc (el teatre popular) i el Teatre immediat (teatre entès com un art del present, segons la seva experiència). Aquestes tipologies, segons Brook, poden presentar-se independentment o bé les podem trobar totes juntes en un sol espectacle.
Cal destacar les obres The Shifting Point (1988) i The Open Door. Thoughts on Acting and Theatre (1995).

## Producció

### Teatre

#### Amb la Royal Shakespeare Company
- 1950: Mesura per mesura, amb John Gielgud (Shakespeare Memorial Theatre)
- 1952: Conte d'hivern, amb John Gielgud (Shakespeare Memorial Theatre)
- 1958: Titus Andrònic, amb Laurence Olivier (Shakespeare Memorial Theatre)
- 1962: Rei Lear, amb Paul Scofield
- 1964: Marat/Sade
- 1966: US, una obra contra la Guerra del Vietnam
- 1970: El somni d'una nit d'estiu, amb John Kane (Puck), Frances de la Tour (Helena), Ben Kingsley (Demetrius) and Patrick Stewart (Snout)

#### Altres peces cabdals
- 1955: Hamlet, de William Shakespeare Phoenix Theatre, Mayakovsky Theatre, Moscú
- 1956: La visita, Zuric i Londres; Nova York, 1958
- 1964: Marat/Sade, Royal Shakespeare Company, Aldwych Theatre; Martin Beck Theatre, Nova York, 1965
- Edip Rei, de Sòfocles
- 1971-72: Orghast (Persèpolis), amb Ted Hughes
- 1975: Les Iks, de Colin Turnbull adaptació de Jean-Claude Carrière, ICTR, Théâtre des Bouffes du Nord; Londres, 1976.
- 1977: Ubu aux Bouffes, basat en Alfred Jarry Théâtre des Bouffes du Nord; La Mama Theatre, Nova York; Young Vic Theatre, Londres, 1978.
- 1978: Mesura per mesura, Théâtre des Bouffes du Nord
- 1979: La Conférence des oiseaux, basat en l'obra de Farid al-Din Attar, Festival d'Avinyó; Théâtre des Bouffes du Nord; Majestic Theatre, Nova York; Austràlia (1979-1980)
- 1979: L'Os de Mor Lam de Birago Dip, Théâtre des Bouffes du Nord
- 1981: La tragèdia de Carmen (òpera), basat en les obres de Prosper Mérimée, Henri Meilhac i Ludovic Halévy, Viviane Beaumont Theater, Lincoln Center, Nova York
- 1981: L'hort dels cirerers, d'Anton Txékhov Théâtre des Bouffes du Nord; Majestic Theater, Nova York, 1988
- 1984: Tchin-Tchin, de François Billetdoux, Théâtre Montparnasse
- 1985: Mahabharata (en francès): Festival d'Avignon; Théâtre des Bouffes du Nord; (en anglès): Majestic Theatre, Nova York, (1987-1988); Glasgow, 1988.
- 1989: Woza Albert!, de Percy Mtawa; Teatro Lope de Vega, Sevilla, 1990
- 1990: La tempesta, de William Shakespeare adaptació de Jean-Claude Carrière, Théâtre des Bouffes du Nord
- 1992: Impressions de Pelleas, basat en l'obra de Claude Debussy Théâtre des Bouffes du Nord
- 1993: L'Homme Qui (ICTR), basat en l'obra The Man Who Mistook His Wife for a Hat d'Oliver Sacks
- 1995: Qui est là, basat en texts d'Antonin Artaud, Bertolt Brecht, Edward Gordon Craig, Vsévolod Meierhold, Stanislavski i Motokiyo Zeami
- 1995: Happy Days, de Samuel Beckett
- 1998: Je suis un phénomène, basat en prodigieuse mémoire de Alexander Luria, Théâtre des Bouffes du Nord
- 1998: Don Giovanni, de Mozart, producció per al Festival international d'art lyrique d'Aix-en-Provence
- 1999: Le Costume, de Can Themba
- 2000: Hamlet, de William Shakespeare
- 2002: Far Away, de Caryl Churchill
- 2002: La mort de Krishna, extracte del Mahabharata de Vyasa, adaptació de Jean-Claude Carrière and Marie-Hélène Estienne
- 2003: Ta main dans la mienne, de Carol Rocamora
- 2004: Tierno Bokar, basat en la Vie et enseignement de Tierno Bokar-Le sage de Bandiagara de Amadou Hampâté Bâ
- 2004: El gran inquisidor, basat en Els germans Karamàzov de Fiódor Dostoievski
- 2006: Sizwe Banzi est mort, de Athol Fugard, Festival d'Avignon
- 2008: Fragments, basat en Samuel Beckett
- 2009: Love Is My Sin, sonnets de William Shakespeare
- 2009: 11 and 12, basat en Vie et enseignement de Tierno Bokar-Le Sage de Bandiagara d'Amadou Hampâté Bâ
- 2010: Warum warum, de Peter Brook i Marie-Hélène Estienne, basat en Antonin Artaud, Edward Gordon Craig, Charles Dullin, Vsévolod Meierhold, Motokiyo Zeami i William Shakespeare
- 2012-2013: The Suit, basat en el conte de Can Themba. Una producció amb Marie-Hélène Estienne, Franck Krawczyk (compositor) Théâtre des Bouffes du Nord; Brooklyn Academy of Music, Nova York; Young Vic, Londres

### Filmografia
- 1953: The Beggar's Opera
- 1960: Moderato cantabile
- 1963: Lord of the Flies
- 1967: Ride of the Valkyrie
- 1967: Marat/Sade
- 1968: Tell Me Lies
- 1971: King Lear
- 1979: Meetings with Remarkable Men
- 1979: Mesure pour mesure (televisió)
- 1982: La cerisaie (televisió)
- 1983: La tragédie de Carmen
- 1989: The Mahabharata
- 2002: The Tragedy of Hamlet (televisió)

## Premis i honors

### Premis
- 1966. Premi Tony a la millor direcció d'obra per Marat/Sade[11]
- 1971. Premi Tony a la millor direcció d'obra per El somni d'una nit d'estiu
- 1973. Premi Freiherr von Stein Foundation Shakespeare
- 1975. Grand Prix Dominique
- 1975. Brigadier Prize per Timó d'Atenes
- 1983. Society of West End Theatre Award
- 1984. Premi Emmy per La tragédie de Carmen
- 1984. Prix Italia
- 1990. Premi Emmy Internacional per The Mahabharata
- 1997. Praemium Imperiale
- 2005. Premi Dan David
- 2008. Premi Ibsen[12]
- 2008. Premi del Cercle de Crítics al distingit servei a les Arts

### Nominacions
- 1960. Palma d'Or per Moderato cantabile
- 1963. Palma d'Or per Lord of the Flies
- 1979. Os d'Or per Meetings with Remarkable Men

### Honors
- 1965. Comandant de l'Orde de l'Imperi Britànic
- 1990. Honorary Doctor of Letters, Universitat de Birmingham
- 1990. Honorary Doctor of Letters, Universitat de Strathclyde
- 1991. Honorary Fellow del Magdalen College de la Universitat d'Oxford
- 1994. Honorary Doctor of Letters, Universitat d'Oxford
- 1995. Oficial de l'Ordre de la Legió d'Honor (França)
- 1998. Company d'Honor
- 2013. Comandant de la Legió d'Honor

### Pròpia
- 1968: The Empty Espace
- 1988: The Shifting Point
- 1991: Le Diable c'est l'ennui
- 1993: There Are No Secrets
- 1993: The Open Door
- 1998: Threads of Time: Recollections
- 1999: Evoking (And Forgetting) Shakespeare

### Sobre Brook
- Croydon, Margaret: Conversaciones con Peter Brook, Alba Editorial, Barcelona, 2005.
- Heilpern, John: Conference of the Birds: The Story of Peter Brook in Africa, Faber, 1977.
- Hunt, Albert - Geoffrey Reeves: Peter Brook (Directors in Perspective), Cambridge University Press, 1995.
- Kustow, Michael: Peter Brook: A Biography, Bloomsbury, 2005.
- Lee, Jamieson :Antonin Artaud: From Theory to Practice, Greenwich Exchange, London, 2007.
- Moffitt, Dale: Between Two Silences: Talking with Peter Brook, 1999.
- Todd, Andrew - Lecat, Jean-Guy: El círculo abierto. Los entornos teatrales de Peter Brook, Alba Editorial, Barcelona, 2003.
- Trewin, J. C. Peter Brook: A Biography, 1971.
- Trowbridge, Simon: The Company: A Biographical Dictionary of the Royal Shakespeare Company, Editions Albert Creed, Oxford, 2010.
- Zohar, Ouriel: Meetings with Peter Brook, Zohar, Tel-Aviv, 1990.